# Queens Royalty (Île-du-Prince-Édouard)
Queens Royalty est la royalty du comté de Queens, Île-du-Prince-Édouard, Canada.  Elle fait partie de la Paroisse Charlotte.
Ce canton fut établi par l'arpentage colonial de 1764 du capitaine Samuel J. Holland.  Elle devait être l'hôte de la capitale coloniale de l'Île-du-Prince-Édouard et le siège de comté de Queens, Charlottetown.  Le canton est situé sur une péninsule avec la rivière North Yorke à l'ouest et par la rivière Hillsborough à l'est.
Originairement, Charlottetown n'était pas incorporé, alors la "royalty" et la communauté était presque synonyme, avec plusieurs personnes utilisant la "royalty de Charlottetown".  Charlottetown ne fut pas officiellement incorporé comme un village qu'en 1855 (avec alors 6,000 résidents) et devenait une ville en 1885.  Les frontières du début (arpenté avec 500 parcelles de terre résidentielles et commerciales) occupaient une petite partie du canton, avec le reste du canton étant divisé en propriétés de 12 acres, dont certaines fut achetées comme fermes de la couronne, le reste devinrent des domaines ou des terrains non utilisés.
Le canton était subdivisé en la royalty de l'est, la royalty du centre et la royalty de l'ouest, avec la royalty du centre qui avait un pâturage commun pour tous les résidents.
Aujourd'hui, la royalty est presque entièrement dans les frontières de Charlottetown, qui a fusionné avec plusieurs municipalités et des régions rurales par unifications municipales.

## Communautés
incorporé:
- Charlottetown